# Monts Talych
Les monts Talych, ou monts Talesh (Talış dağları en azerbaïjanais, Талыш дағлары en russe, تالش داغلارى ; persan : کوههای تالش, Kuhhâye Tâleš) sont une chaîne de montagnes dans l'extrême sud-est de l'Azerbaïdjan et l'extrême nord-ouest de l'Iran dans les provinces d'Ardabil et de Gilan.
Ils constituent une sous-chaîne au nord-ouest des monts Elbourz qui courent au sud de la mer Caspienne, sur le plateau Iranien.

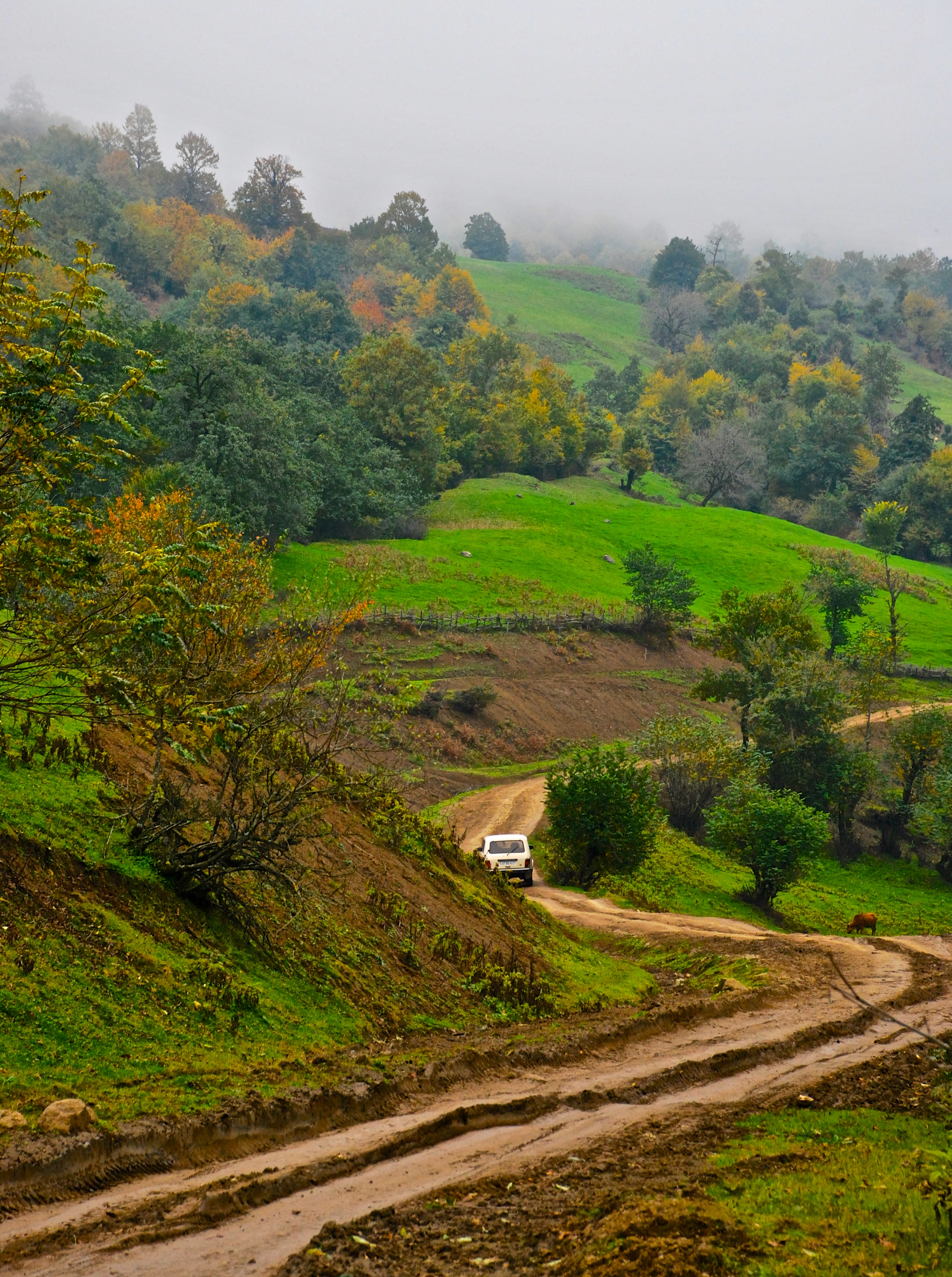
Monts Talych